# Пино, Себастьян
Се́бастьян Жера́р Пино́ Фло́рес (исп. Sébastien Gerard Pineau Flores; род. 20 января 2003, Сантьяго) — чилийский футболист, нападающий американского клуба «Остин», выступающий в MLS Next Pro за резервный состав «Остин II».
У Пино есть чилийские, перуанские и французские корни.

## Клубная карьера
Пино — воспитанник клуба «Альянса Лима». В 2021 году Себастьян для получения игровой практики на правах аренды перешёл в «Универсидад Сесар Вальехо». 22 марта в матче против «Альянса Универсидад» он дебютировал в перуанской Примере. По окончании аренды Пино вернулся в «Альянса Лима». 17 октября 2022 года в матче против «Сьенсиано» он дебютировал за новую команду. В этом же году Пино помог клубу выиграть чемпионат.

## Международная карьера
В 2023 году в составе молодёжной сборной Перу Пино принял участие в молодёжном чемпионате Южной Америки в Колумбии. На турнире он сыграл в матчах против сборных Бразилии, Колумбии, Парагвая и Аргентины.

## Достижения
Клубные
 «Альянса Лима»
- Победитель перуанской Примеры (1) — 2022